# عبادله
عبادله (به عربی: العبادلة) یک شهرک در الجزایر است که در ناحیه عبادله واقع شده‌است.

## خصوصیات
عبادله ۲٬۸۷۰ کیلومترمربع مساحت و ۱۳٬۶۳۶ نفر جمعیت دارد و ۵۹۲ متر بالاتر از سطح دریا واقع شده‌است.